# Kerk van Tjuchem
De kerk van Tjuchem is een zaalkerk uit 1928 in het Groningse dorp Tjuchem in de gemeente Midden-Groningen. De kerk werd gebouwd als evangelisatiegebouw van de Nederlands-hervormde kerk, een paar jaar nadat in het dorp een gereformeerde kerk was gebouwd. Het is een voorbeeld van de regionale variant van de Amsterdamse School. Het gebouw is nog in gebruik bij de plaatselijke gemeente van de PKN.